# Wagner Ferreira dos Santos
Wagner Ferreira dos Santos (* 29. Januar 1985 in Sete Lagoas) ist ein brasilianischer Fußballspieler.

## Werdegang
Dos Santos begann seine Karriere bei América Mineiro. 2002 wurde er mit der brasilianischen U17-Nationalmannschaft Weltmeister.
Nach seinem Wechsel zu Cruzeiro Belo Horizonte gewann er drei Mal den Campeonato Mineiro. Für über 5 Millionen Euro ging er Anfang 2007 von Belo Horizonte nach Saudi-Arabien zu Al-Ittihad. Da aber aufgrund Zahlungsschwierigkeiten die vereinbarte Transfersumme nicht gezahlt werden konnte, kehrte er im Juli des gleichen Jahres zu Belo Horizonte zurück. 2009 erhielt er für die Ablösesumme von 6 Millionen Euro einem Fünfjahresvertrag bei Lokomotive Moskau. 2011 folgte für über 3 Millionen Euro vor Vertragsende sein Wechsel zum türkischen Verein Gaziantepspor. Bei Gaziantepspor wurde er u. a. in der Europa-League-Qualifikation eingesetzt. Von 2012 bis 2015 spielte er wieder in seiner brasilianischen Heimat bei Fluminense Rio de Janeiro. 2015 wechselte er nach China zu Tianjin Teda in die dortige Super League und Anfang 2017 zurück in die brasilianische Série A zu Vasco da Gama. 2018 ging er für zwei Jahre zum Al-Khor FC nach Katar. Zurück in Brasilien, für über ein halbes Jahr vereinslos, spielt er ab 8. September 2020 bei EC Juventude, noch in der Série B, nach dem Aufstieg 2021 dann wieder in der Série A. In einem Interview hatte er nach seiner Rückkehr aus Katar den Wunsch geäußert wieder für Belo Horizonte spielen zu können, was letztendlich am Veto der Klubführung gescheitert, nicht realisiert werden konnte. In der Saison 2022 trat der Spieler noch für den Vila Nova FC, danach beendete er seine aktive Laufbahn.

## Erfolge
Cruzeiro
- Staatsmeisterschaft von Minas Gerais: 2006, 2008, 2009

Fluminense
- Staatsmeisterschaft von Rio de Janeiro: 2012
- Taça Guanabara: 2012
- Campeonato Brasileiro de Futebol: 2012